# 말타의 매 (1941년 영화)
《말타의 매》(The Maltese Falcon)는 1941년 개봉한 존 휴스턴 감독의 누아르 영화이다. 이 영화는 미국의 소설가 대실 해미트의 동명의 소설을 바탕으로 제작되었으며, 험프리 보가트, 메리 애스터, 글래디스 조지, 피터 로리, 시드니 그린스트리트, 리 패트릭 등이 출연하였다.
이 영화 이전에도 워너브라더스에서는 1931년, 1935년에 제작되었으며 이 영화는 해미트의 소설을 작품화한 영화 중에서 최고로 손꼽히는 영화이다. 미국 영화 연구소는 이 영화를 100대 영화 안에 넣었으며 로저 이버트와 엔터테인먼트 위클리가 선정한 100대 영화에서도 들어갔다.

## 줄거리
| “ | 1539년에 말타 기사단은 스페인의 찰스 5세에게 온 몸에 보석이 박혀있는 황금 매를 바치려다가 악랄한 해적에게 빼앗겼는데 오늘까지도 말타의 매가 어떻게 되었는지 아는 사람이 없다. | ” |

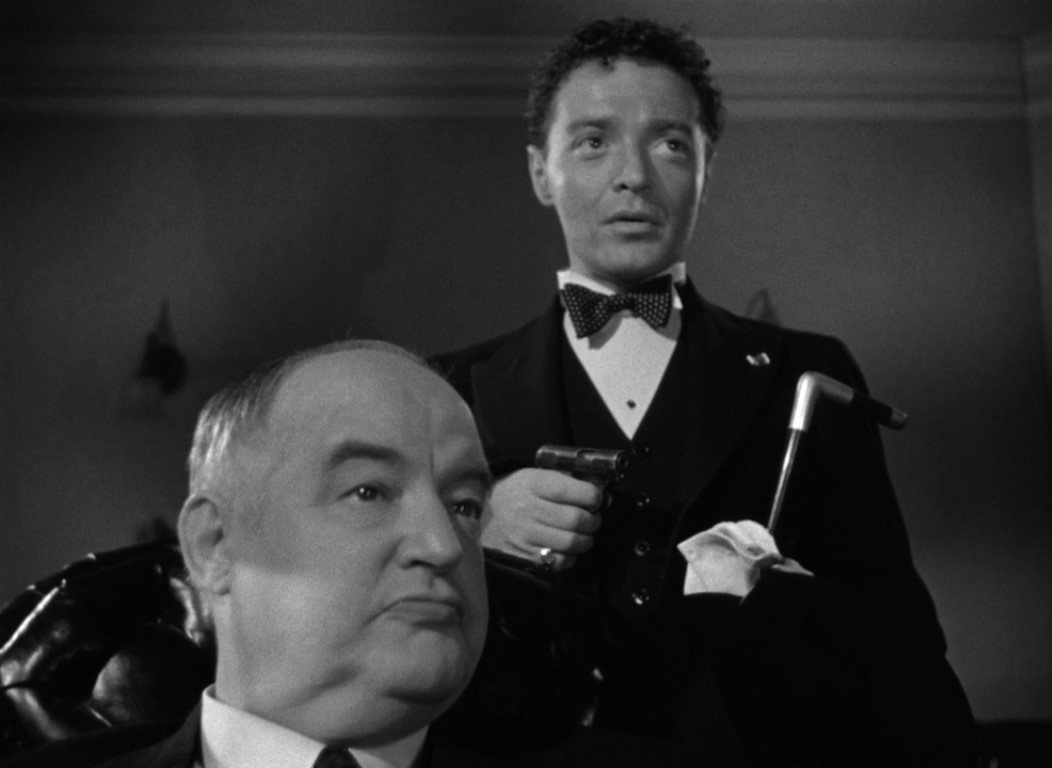
그린스트리트와 로리

샘 스페이드(험프리 보가트)는 마일스 어처(제롬 코완)와 함께 스페이드 & 어처 탐정소를 운영하고 있다. 어느날 원덜리(메리 애스터) 라는 여자가 자기 동생을 데리고 있는 플로이드 더스비를 미행해 달라는 요청을 한다. 마일스는 그녀에게 반해 자진해서 가고 그날 밤 의문의 죽음을 당한다. 경찰은 마일스의 아내가 스페이드와 관계가 있다는 것을 알고 그를 범인으로 의심한다.
걱정이 많은 스페이드에게 원덜리가 오는데 그녀가 의뢰한 이야기는 다 거짓말이며 이름도 원덜리가 아니라 브리지드 오쇼네시였다. 그녀는 스페이드에게 자신을 보호해달라고 부탁하나 그 이유를 설명하지 않는다. 사무실에 온 스페이드는 조엘 카이로(피터 로리)의 방문을 받는데 그는 총으로 스페이드를 위협하여 몸수색을 하려고 한다. 총을 빼앗은 후 카이로를 기절시킨 후 카이로가 매 조각상을 찾는다는 것을 알게 된다. 카이로가 극장에 간 사이 스페이드는 오쇼네시에게 가 카이로 이야기를 하자 그녀는 무언가를 안다는 행동을 한다. 오쇼네시와 카이로를 자신의 집에서 만나게 한 후 둘은 말타의 매에 관한 이야기를 한다. 그때 경찰이 들어와 카이로는 집을 떠나고 경찰은 그를 경찰서로 데려간다.
스페이드는 다음날 비서 에피(리 패트릭) 로부터 가트먼(시드니 그린스트리트) 가 전화를 걸었다고 한다. 스페이드는 그를 전날 오쇼네시와 카이로가 언급한 '뚱뚱한 사내'라고 생각한다. 곧 가트먼의 집에 간 스페이드는 그에게서 말타의 매에 관한 이야기를 듣는데 말타의 매는 몰타 섬을 지배하던 기사단이 찰스 5세에게 바치려는 황금매이며 자신이 17년 동안 그 매를 찾기 위해 노력하였다고 한다. 그러나 스페이드는 가트먼이 준 술에 의해 정신을 잃고 정신을 깬 후 브리지드와 카이로가 '라 팔로마'라는 홍콩에서 온 배를 주시하고 있다는 것을 알게 된다.
항구에 가보니 '라 팔로마'는 불에 타고 있었고 사무실에 가니 선장 재코비(월터 휴스턴) 이 쓰러지면서 말타의 매를 주게 된다. 그때 오쇼네시가 도움을 청하면서 그에 집에 갔고 그 곳에는 가트먼과 카이로가 이미 준비해 있었다. 그는 스페이드에게 매를 갖다 달라고 하였으며 스페이드는 지금까지 죽은 자를 뽑자며 가트먼의 비서인 윌머(엘리시아 쿡 2세)를 데려가자고 한다. 결국 말타의 매는 오게 된다. 오쇼네시와 카이로가 보고 있을 때 가트먼은 말타의 매가 진짜인지 시험해 보려고 칼로 껍질을 깍자 납이 나오게 되었다. 결국 매는 가짜인게 드러나고 가트먼과 카이로는 진짜 매를 찾기 위해 이스탄불로 가려고 한다.
스페이드는 그녀에게 마일즈를 살해했다는 증언을 얻고 경찰에게 가트먼과 카이로, 오쇼네시를 잡아 가라고 한다.

## 출연
- 험프리 보가트 - 샘 스페이드
- 메리 애스터 - 브리지드 오쇼네시
- 글래디스 조지 - 아이바 어처
- 피터 로리 - 조엘 카이로
- 시드니 그린스트리트 - 가트먼
- 리 패트릭 - 에피 페인
- 바튼 맥클레인 - 던디 경감
- 워드 본드 - 톰 풀하우스
- 제롬 코완 - 마일스 어처
- 엘리시아 쿡 2세 - 윌머 쿡
- 제임스 벅스 - 러크
- 존 해밀튼 - 브라이언
- 월터 휴스턴 - 재코비 (존 휴스턴의 부친)

## 수상

### 제14회아카데미상

#### 후보
- 작품상 - 헬 B. 월리스
- 남우조연상 - 시드니 그린스트리트
- 각색상 - 존 휴스턴

### 미국 영화 연구소선정
- AFI 선정 100대 영화 - 23위
- AFI 선정 100대 스릴 영화 - 26위
- AFI 선정 100대 영화 대사
  - - 허황된 꿈의 산물이야 - 14위
- AFI 선정 100대 100대 영화 (재선정) - 31위
- AFI 10 톱 10 - 미스터리 6위